# Camila (mitologia)
Na mitologia romana, Camila é filha de Métabo, rei dos volscos, tribo da Itália central. É uma mulher guerreira e cavaleira experiente, personagem da Eneida de Virgílio, que dedica a ela grande parte do livro XI do seu poema épico. Criada nos bosques, Camila levou uma vida de virgem caçadora, até o dia em que decidiu participar da guerra dos rútulos contra os troianos de Eneias, que pretendiam estabelecer-se na Itália.
Métabo, seu pai, foi expulso de sua cidade, Priverno, por seus concidadãos, que o odiavam. Ao fugir, levou consigo a filha recém-nascida, a quem deu o nome de sua mãe, Camila. Diana salvou a criança milagrosamente, enquanto ele fugia, e por isso Métabo a consagrou à deusa da caça.
Desde a infância Camila se ocupou com exercícios de caça e de guerra. Distinguiu-se sobretudo pela rapidez na corrida e pela habilidade em atirar com o arco. Virgílio a descreve tão rápida e leve que "ela corre sobre os campos de trigo sem que as espigas curvem a cabeça" e "anda sobre as águas do mar sem molhar as plantas de seus pés ágeis". Compartilha essa característica com o Aquiles de Homero.
Aliou-se a Turno, rei dos rútulos, na guerra contra os troianos. Era uma espécie de amazona itálica. Tinha habilidade em atirar com o arco enquanto fugia, e assim matou muitos inimigos. Eram suas companheiras preferidas Larina, Tula e Tarpéia, que Virgílio chamou de "filhas da Itália".
Durante um combate, obcecada com o brilho das armas e das roupas do troiano Cloreu, quis apoderar-se delas. Arrunte, guerreiro troiano, aproveitou o descuido de Camila e a feriu mortalmente com um dardo, fugindo em seguida. Como ninguém viu que foi ele o autor da proeza, morreu completamente esquecido, vítima da maldição de Diana: pagou com o sangue o atentado, e essa foi a vingança de Camila.